# 中央人民政府法制委员会
中华人民共和国中央人民政府法制委员会是根据1949年9月27日中国人民政治协商会议第一届全体会议通过的《中华人民共和国中央人民政府组织法》第十八条的规定，于1949年11月1日设置的一个部门。

## 职责权限
按照相关规定，中央人民政府法制委员会在政务院政治法律委员会的指导下展开工作。

## 历史
1949年9月27日中国人民政治协商会议第一届全体会议通过的《中华人民共和国中央人民政府组织法》第十八条的规定，于1949年11月1日设置。1954年9月，第一届全国人民代表大会召开后，成立中华人民共和国国务院，撤销法制委员会。

## 组织结构
- 刑事法规委员会
- 民事法规委员会
- 商事法规委员会
- 外事法规委员会
- 法规审议委员会
- 资料室
- 编译室
- 研究室
- 办公厅

## 组成人员
- 主任委员：陈绍禹
- 副主任委员：张曙时（1951年2月20日免职）、许德珩、陈瑾昆（1952年11月15日免职）、陶希晋（1953年12月14日至1954年9月）
- 委员：沈钧儒、张志让、李六如、谢觉哉、史良、李木庵、何世琨、李达、孟庆树、吴昱恒、王之和、戴修瓒、吴传颐、李祖荫、李光灿